# Strada europea E717
La strada europea E717  è una strada di classe B il cui percorso si trova completamente in territorio italiano e dalla designazione con l'ultimo numero dispari si può evincere che il suo sviluppo è in direzione nord-sud.
Collega Torino con Savona e il suo percorso corrisponde interamente all'Autostrada A6.

## Percorso
| E717 TORINO-SAVONA |            |                 |                  |
| Stato              | Tipologia  | Tratto          | Interconnessioni |
| Italia             | autostrada | Torino - Savona | E70, E74, E80    |